# Censura in Turchia
La base legale per la censura in Turchia in generale deriva dalle leggi che limitano tutte le espressioni considerate offensive per l'identità turca, e quelle che esaltano l'estremismo politico. La censura in Turchia è regolata da leggi statali e internazionali – che hanno precedenza sulle leggi statali, in accordo con l'Articolo 90 (Ratificazione di Trattati Internazionali) della Costituzione (così emendata nel 2004). Nonostante le protezioni previste dall'articolo 90, la Turchia si trova al 148º posto su 169 della Classifica mondiale della Libertà di stampa 2011-2012 di Reporter Senza Frontiere. Nel quadro delle negoziazioni con l’Unione Europea, quest'ultima ha richiesto alla Turchia l'emissione di riforme legali dirette a migliorare la libertà di espressione e di stampa.

## Storia
La censura a livello regionale è precedente alla fondazione della Repubblica Turca. Il 15 febbraio 1857, l'Impero ottomano emana una legge di regolamentazione delle tipografie ("Basmahane Nizamnamesi"); i libri dovevano essere mostrati prima della stampa al direttore, che li trasferiva alla commissione per l'istruzione ("Maarif Meclisi") e alla polizia. Se non erano sollevate obiezioni, il Sultanato li avrebbe esaminati. Senza la censura del Sultano i libri non potevano essere legalmente pubblicati. Il 24 luglio 1908, all'inizio della Seconda Era Costituzionale dell'Impero, la censura fu tolta; tuttavia, i giornali che pubblicavano articoli che potevano costituire un pericolo alla sicurezza interna o esterna dello Stato furono chiusi. Tra il 1909 e il 1913 quattro giornalisti furono uccisi - Hasan Fehmi, Ahmet Samim, Zeki Bey e Hasan Tahsin (Silahçı).
In seguito alla Guerra d'indipendenza Turca, la ribellione dello Sceicco Said fu usata come pretesto per implementare la legge marziale ("Takrir-i Sükun Yasası") il 4 marzo 1925; i giornali, inclusi Tevhid-i Efkar, Sebül Reşat, Aydınlık, Resimli Ay, e Vatan, furono chiusi e diversi giornalisti arrestati e processati dai Tribunali dell’Indipendenza.
Durante la seconda guerra mondiale (1939–1945) molti giornali furono tacitati, inclusi i quotidiani Cumhuriyet (5 volte, per 5 mesi e 9 giorni), Tan (7 volte, per 2 mesi e 13 giorni), e Vatan (9 volte, per 7 mesi e 24 giorni).
Quando il Partito Democratico sotto Adnan Menderes arrivò al potere nel 1950, la censura entrò in una nuova fase. La Legge sulla Stampa cambiò, condanne e multe aumentarono. Diversi giornali furono chiusi, inclusi i quotidiani Ulus (sospensione illimitata), Hürriyet, Tercüman, e Hergün (due settimane ciascuno). Nell'aprile 1960, fu inaugurata dalla Grande Assemblea Nazionale Turca la cosiddetta Commissione Investigativa ("Tahkikat Komisyonu"), che aveva il potere di confiscare pubblicazioni e chiudere giornali e case editrici. Chiunque non rispettasse le decisioni della commissione era soggetto a una pena detentiva da uno a tre anni.
La libertà di parola venne pesantemente limitata dopo il colpo di Stato militare del 1980 capeggiato dal Generale Kenan Evren. Oggi, affrontare soggetti come il laicismo, i diritti della minoranza (in particolare del problema curdo), e il ruolo dell'esercito in politica comporta rischi di rappresaglia.
L'Articolo 8 della Legge Anti-Terrorismo (Legge 3713), leggermente rettificato nel 1995 e più tardi abrogato, impose tre anni di prigione per il reato di “propaganda separatista”. Nonostante il suo nome, la Legge Anti-Terrorismo puniva molti reati non violenti. Anche dei pacifisti vennero imprigionati a causa dell'Articolo 8. Ad esempio, l'editore Fatih Tas fu perseguito nel 2002 a Istanbul dal Consiglio di sicurezza nazionale per aver tradotto e pubblicato scritti di Noam Chomsky, che riassumevano la storia delle violazioni dei diritti umani nel sud-est della Turchia; venne tuttavia assolto, nel febbraio 2002. L'importante giornalista Ayse Nur Zarakolu, che fu descritta dal New York Times come "una delle più implacabili oppositrici alle leggi sulla stampa turche”, venne arrestata quattro volte sotto l'Articolo 8.

## Legislazione
L'espressione di opinioni non violente è tutelata dall'Articolo 10 della Convenzione europea per la salvaguardia dei diritti dell'uomo e delle libertà fondamentali, ratificata dalla Turchia nel 1954, e da diversi provvedimenti della Convenzione Internazionale sui Diritti Civili e Politici, firmata dalla Turchia nel 2000. Molti cittadini turchi condannati secondo le leggi menzionate più sotto fecero appello alla Corte europea dei diritti dell'uomo e vinsero le loro cause.
L'Articolo 301 del codice penale, tra il giugno 2005 e l'aprile 2008, rese l'insulto alla Turchicità un reato punibile. Il 30 aprile 2008 si apposero una serie di modifiche, tra cui la sostituzione di "Turkishness" in “nazione Turca” e un emendamento che rese obbligatoria l'approvazione di un ministro di giustizia prima di archiviare un caso. Prima che l'Articolo fosse rettificato, furono mosse accuse in più di 60 casi, alcuni dei quali di alto profilo.
Il romanziere Orhan Pamuk, all'epoca candidato al Premio Nobel, fu perseguito secondo l'Articolo 301 per aver parlato del genocidio armeno; Pamuk in seguito a ciò vinse il premio. Perihan Mağden, redattore del giornale Radikal, fu processato secondo lo stesso articolo per provocazione, e assolto il 27 luglio 2006; Mağden aveva affrontato il soggetto dell'obiezione di coscienza al servizio militare obbligatorio come un abuso dei diritti umani.
Oltre all'articolo 301, rettificato nel 2008, più di 300 provvedimenti limitavano la libertà di espressione, di religione e di associazione, secondo l'Associazione Turca per i Diritti Umani (2002). Molti di questi provvedimenti repressivi si fondavano sulla Legge sulla Stampa, la Legge sui Partiti Politici, la Legge sul Sindacato, la Legge sulle Associazioni, e un'altra legislazione fu imposta dalla giunta militare dopo il colpo di Stato del 1980.
L'Articolo 312 del codice penale impone tre anni di detenzione per incitazione a delinquere e incitazione all'odio religioso o razziale. Nel 2000 il presidente dell'Associazione per i Diritti Umani, Akin Birdal, fu imprigionato secondo l'articolo 312 per un discorso in cui richiedeva “pace e comprensione” tra curdi e turchi, e di conseguenza costretto a dimettersi, dato che la Legge sulle Associazioni proibisce alle persone che infrangono questa o altra legge possano ricoprire cariche nell'associazione. Il 6 febbraio 2002, un “pacchetto di mini-democrazia”, che alterava il testo dell'articolo 312, fu votato dal parlamento turco. Secondo il testo revisionato, l'incitamento può essere punito solo se presenta “una possible minaccia all'ordine pubblico”. Il pacchetto riduce anche le condanne alla prigione dell'articolo 159 da un massimo di sei anni a un massimo di tre anni.
L'Articolo 81 della Legge sui Partiti Politici (imposta dalla giunta militare nel 1982) proibisce ai partiti l'uso di ogni lingua tranne il turco nel loro materiale scritto e in ogni incontro pubblico o formale. Questa legge è strettamente applicata.  La deputata curda Leyla Zana fu imprigionata nel 1994, apparentemente a causa della sua appartenenza al PKK.
Gli emendamenti costituzionali adottati nell'ottobre 2001 rimossero la menzione di “lingua proibita per legge” dai provvedimenti legali riguardo alla libera espressione. In seguito, gli studenti universitari cominciarono una campagna in cui proponevano corsi opzionali in curdo da inserire nel curriculum universitario, scatenando più di 1000 arresti in tutta la Turchia tra dicembre e gennaio 2002. Si agì anche contro la minoranza Laz. Secondo il Trattato di Losanna del 1923, la Turchia riconosce il diritto di lingua solo alle minoranze ebrea, greca e armena. Il governo ignora l'Articolo 39(4) del Trattato di Losanna, che dice: “nessuna restrizione deve essere imposta all'uso libero di ogni lingua nelle relazioni private, nel commercio, nella religione, nella stampa o in pubblicazioni di ogni tipo o agli incontri pubblici.”
Nel 1991, le leggi che dichiaravano illegale il comunismo (Articoli 141 e 142 del codice penale) e le idee fondamentaliste islamiche (Articolo 163 del codice penale) furono abrogate. Questo pacchetto di modifiche legali sostanzialmente liberava espressioni del pensiero di sinistra, ma allo stesso tempo creava un nuovo reato di “propaganda separatista” secondo l'Articolo 8 della Legge Anti-Terrorismo. L'accusa cominciò anche a usare l'Articolo 312 del codice penale (sull'odio religioso o razziale) al posto dell'articolo 163.
Messa sotto pressione dalla UE, la Turchia ha promesso di rivedere la Legge sulle Telecomunicazioni. L'agenzia di Stato RTÜK continua a imporre un gran numero di ordini di chiusura alle stazioni TV accusate di fare trasmissioni separatiste. Nell'agosto 2001, RTÜK bandì il BBC World Service e il Deutsche Welle con la motivazione che le loro trasmissioni “minacciavano la sicurezza nazionale”. L'interdizione sulle trasmissioni in curdo fu tolta con certe condizioni nel 2001 e nel 2002. Altre modifiche legali nell'agosto 2002 permisero l'insegnamento delle lingue, compreso il curdo. Tuttavia, le limitazioni alle trasmissioni curde continuano a essere forti: secondo la Commissione UE (2006), “le restrizioni di tempo si applicano, con l'eccezioni di film e programmi musicali”. Tutte le trasmissioni, con l'eccezione delle canzoni, devono essere sottotitolate o tradotte in turco, ciò che rende le trasmissioni in diretta tecnicamente scomode. I programmi educativi che insegnano il curdo non sono permessi. La Televisione Pubblica Turca (TRT) ha continuato a trasmettere in cinque lingue incluso il curdo. Tuttavia, la durata delle trasmissioni nazionali TRT in cinque lingue è molto limitata. Nessuna trasmissione privata a livello nazionale ha richiesto di poter trasmettere in lingue diverse dal turco dopo la promulgazione della legge del 2004.  Le trasmissioni di TRT in curdo (così come in Arabo e in lingua circassa) sono in quantità trascurabile, rispetto alle trasmissioni via satellite da canali come il controverso Roj TV, basato in Danimarca.

## Censura di Internet
Il governo turco ha messo a punto riforme legali e istituzionali motivate dalle ambizioni del paese a diventare un membro dell'Unione Europea, dimostrando nello stesso tempo la sua alta sensibilità alla diffamazione e ad altri contenuti on line “inappropriati”; tali riforme hanno portato alla chiusura di un certo numero di siti Web locali e internazionali. Tutto il traffico Internet passa attraverso le infrastrutture di Turk Telecom, ciò che permette un controllo centralizzato sul contenuto on line e facilita la messa in atto di azioni di blocco.
Nel dicembre 2010 l'OpenNet Initiative, un'organizzazione basata in Canada e negli Stati Uniti, che investiga, analizza e divulga filtri e pratiche di sorveglianza su Internet, classificò la censura su Internet in Turchia come selettiva (al terzo posto nella loro classifica a quattro livelli) nelle aree politica e sociale e non trovò prove di censura nell'area conflitto/sicurezza.
Reporter Senza Frontiere, incluse nel 2011 la Turchia nella sua lista di 16 paesi “sotto sorveglianza”. L'anno 2010 fu segnato dallo sbloccaggio del sito di video-sharing YouTube. La censura online in Turchia comunque persiste; in un paese in cui i soggetti tabù abbondano, diverse migliaia di siti web sono ancora inaccessibili e persistono procedimenti legali contro giornalisti online.

### Leggi
I crimini commessi via Internet sono regolati dalla legge numero 5651.
Oltre il controllo sui media e l'associazione per la censura, RTÜK, una nuova associazione governamentale, l'Autorità per le Telecomunicazioni e le Trasmissioni, può imporre blocchi sui siti Internet senza previa approvazione giudiziaria, (i) se il sito in questione ospita contenuto illegale secondo la legge turca anche se ospitato fuori dalla Turchia, o (ii) se il sito contiene abusi sessuali su bambini o oscenità ed è ospitato in Turchia. La legge proibisce:
- crimini contro Atatürk (Articolo 8/b),
- offerta o promozione della prostituzione,
- fornitura di spazio per gioco d'azzardo,
- gioco d'azzardo e scommesse non autorizzate,
- abusi sessuali su bambini,
- istigazioni al suicidio,
- fornitura di droghe pericolose per la salute,
- agevolazione dell'abuso di droghe.

I siti Web sono bloccati anche per le ragioni seguenti:
- download di MP3 e film in violazione del diritto d'autore,
- insulti contro organi dello stato e persone,
- crimini correlati al terrorismo,
- violazione dei regolamenti sul marchio,
- concorrenza sleale regolamentata secondo il Codice Commerciale Turco,
- violazione degli articoli 24, 25, 26 e 28 della Costituzione (libertà di religione, espressione, pensiero e stampa).

Le decisioni sul blocco di un sito web possono essere contestate in appello, ma di solito solo dopo che il sito sia stato effettivamente bloccato. Tuttavia, dato il profilo pubblico dei principali siti web bloccati e la mancanza di argomenti giuridici, tecnici, o etici per giustificare la censura, gli stessi sono spesso disponibili usando proxy o cambiando il DNS dei server.

### Blocco di siti Internet
I censori turchi hanno bloccato l'accesso ad un sottoinsieme dei siti Internet durante gli anni.
- Il 7 marzo 2007, i tribunali turchi imposero un blocco su YouTube dovuto a un video che insultava intenzionalmente Atatürk, un eroe della Prima Guerra Mondiale e il fondatore della Turchia moderna. Prima del giudizio, la corte chiese a YouTube di rimuovere completamente il video, ma ricevette un rifiuto, o meglio l'impegno a renderlo invisibile per il solo popolo turco.[21] Due giorni dopo il blocco fu tolto, poi quasi subito ripristinato.[22]
- Dall'agosto 2008 centinaia di siti sono temporaneamente bloccati sulla stessa base.[23][24] Secondo un articolo dell'agosto 2008 apparso su Milliyet, 11495 denunce (la maggior parte con l'accusa di indecenza) sono risultate in 853 mozioni di blocco.[25]
- Dalla metà del 2008 il malcontento crescente derivato dai blocchi sfociò in una campagna di protesta organizzata dal sito Web elmaaltshift.com, che incoraggiava i siti a rimpiazzare la loro home page con una pagina intitolata “L'accesso a questo sito è negato per sua propria decisione.”[23]
- Un articolo di Radikal dell'ottobre 2008 faceva salire il numero di siti bloccati a 1112.[26] La casa madre di YouTube, Google, decise di proibire selettivamente l'accesso ai video offensivi agli utenti in Turchia, per prevenire il blocco completo del sito. Gli accusatori turchi, non contenti, chiesero un blocco globale per non danneggiare gli utenti turchi all'estero. Google non accettò.[27]
- Nel settembre 2008, il sito di Richard Dawkins, richarddawkins.net, fu bloccato in Turchia in seguito alle proteste dell'islamico creazionista Adnan Oktar, il cui libro Atlante della Creazione, che contestava la teoria dell'evoluzione, era stato secondo lui diffamato sul sito di Dawkins.[28]
- Nell'ottobre 2008, il blocco venne imposto ai servizi di blogging, incluso il dominio Blogspot.com[29] dopo che Lig TV (la cui casa madre è Digiturk) si era lamentata della violazione del copyright.[30] Il blocco fu ritirato dopo poche ore.
- Nel dicembre 2008, dopo che il primo ministro Recep Tayyip Erdoğan ebbe incoraggiato la gente a eludere il blocco di YouTube, il numero dei visitatori del sito raddoppiò rendendolo il quinto sito più visitato secondo Alexa.com.[31]
- Nel giugno 2010, oltre a YouTube, più di 8000 siti grandi e piccoli furono bloccati, la maggior parte dei quali pornografici o di mp3 sharing.[32] Tra questi, Youporn, Mrstiff, The Pirate Bay, Megaupload, Deezer, Tagged,  Slide e ShoutCast.[33]
- Nel 2010, il sito di video sharing Metacafe fu bloccato dalla Telecommunications Communication Presidency (TİB)[34] turca dopo che sullo stesso era stato postato un video dell'ex leader del CHP Deniz Baykal considerato scandaloso.
- Nel corso del 2010 il presidente turco Abdullah Gül usò il suo account Twitter per esprimere disapprovazione nei confronti del blocco di YouTube e dei servizi Google. Gül disse che aveva dato l'ordine ai funzionari di trovare il modo legale per permettere l'accesso.[35]
- Tra il luglio e l'ottobre 2010, il blocco turco su YouTube venne esteso a un range di indirizzi IP che offrivano servizi a Google, inclusi quelli di Google Docs, Google Translate, Google Books, Google Analytics, e Google Tools.[36]
- All'inizio di settembre 2010, il motore di ricerca per musica Grooveshark è stato bloccato in Turchia a causa della violazione del diritto d'autore.[37]
- Nell'ottobre 2010, il blocco di YouTube fu ritirato. Ma un range di indirizzi IP usati da Google restarono bloccati, mantenendo così impossibile l'accesso ai siti ospitanti Google Apps, inclusi tutti i siti alimentati da Google App Engine e alcuni servizi Google.
- Il 27 maggio 2011, i popolari servizi di file sharing Rapidshare.com e Fileserve.com furono bloccati.[38]
- Alla fine di novembre 2011, il servizio di media streaming Livestream cominciò a essere bloccato dalla Repubblica Turca, per essere poi aperto più tardi.
- Dal settembre 2012, Kliptube è stato bloccato.[39]
- Il 19 settembre 2014 viene bloccata l'app Grindr.[40]
- Nell'ottobre 2016, le autorità turche hanno bloccato ad intermittenza ogni accesso a Internet nell'est nel sud-est del paese dopo aver detenuto il vice sindaci eletti a Diyarbakır.[41][42]
- Il 4 novembre 2016, viene bloccato l'accesso a Facebook, Twitter, YouTube e WhatsApp in tutto il paese, per occultare l'arresto di 11 deputati del HDP ed gli incidenti politici che sono seguiti.[43][44]
- Il 29 aprile 2017, il governo turco ha bloccato l'accesso a Wikipedia in tutte le lingue,[45][46] in risposta all'informazione su Wikipedia riguardante supposte collusioni del governo con gruppi terroristi.[47]

## Incidenti particolari

### Il giornaleNokta
La redazione di Nokta, un giornale investigativo che fu poi chiuso in seguito a pressioni dell'esercito, fu perquisita dalla polizia nell'aprile 2007, in seguito alla pubblicazione di articoli che esaminavano presunti legami tra il Capo di Stato Maggiore turco e alcune ONG, e ponevano delle domande sulla connessione tra l'esercito e le manifestazioni anti governative, ufficialmente civili. Il giornale dava anche dettagli sulla lista nera dei giornalisti tenuta dall'esercito, e due piani per un colpo di Stato militare, preconizzato da generali in pensione, intenzionati a rovesciare il governo dell'Partito per la Giustizia e lo Sviluppo nel 2004. Nokta rivelò anche riconoscimenti militari per gli organi di stampa che presumibilmente fornivano informazioni all'esercito.
Alper Görmüş, editore di Nokta, fu accusato per ingiuria e diffamazione (secondo gli articoli 267 e 125 del Codice Penale Turco, TPC), rischiando una possible condanna a più di sei anni di carcere, per aver pubblicato estratti del presunto diario del Comandante Navale Örnek nel numero del 29 marzo 2007. Il giornalista di Nokta Ahmet Şık e il giornalista Lale Sarıibrahimoğlu furono inoltre incriminati il 7 maggio 2007 secondo l'articolo 301 per “ingiurie contro le forze armate” collegati a un'intervista che Şık realizzò con Sarıibrahimoğlu.

### Michael Dickinson (2006)
Nel giugno 2006, la polizia sequestrò un collage dell'artista britannico Michael Dickinson che mostrava il primo ministro turco Recep Tayyip Erdoğan sotto forma di cane a cui veniva data una coccarda dal Presidente Bush e gli comunicò che sarebbe stato processato. Charles Thomson, leader dello Stucchismo, di cui Dickinson fa parte, scrisse all'allora primo ministro inglese, Tony Blair per protestare. Il giornale The Times commentò: “Il caso potrebbe imbarazzare pesantemente la Turchia e la Gran Bretagna, perché solleva domande sul rispetto dei diritti umani in Turchia nel momento in cui essa cerca di entrare nell'UE col sostegno di Tony Blair.” Il procuratore rifiutò di presentare il caso, fino a che Dickinson non espose un altro collage simile fuori dal tribunale. In seguito a ciò fu arrestato per dieci giorni e fu avvertito che sarebbe stato processato per “offesa alla dignità del Primo Ministro”. Nel settembre 2008, il giudice stabilì che gli elementi generanti offesa erano “entro i limiti della critica” e Dickinson fu assolto. Dickinson disse: "Sono fortunato di essere stato assolto. Ci sono ancora artisti in Turchia che affrontano processi e sono condannati per le loro opinioni.”

### L'editore diTaraf(2009)
Nel gennaio 2009 Adnan Demir, editore del provocatorio giornale Taraf, fu accusato di avere divulgato informazioni coperte dal segreto militare, secondo l'articolo 336 del Codice Criminale Turco. Fu accusato di aver pubblicato un articolo nell'ottobre 2008 affermando che la polizia e l'esercito erano stati avvertiti di un imminente attacco del PKK quello stesso mese, un attacco che finì con la morte di 13 soldati. Demir rischiava 5 anni di prigione, ma il 29 dicembre 2009 venne assolto dal Tribunale Penale di Istanbul.

### Blocco di Wikipedia (2017)
Il 29 aprile 2017, il governo turco ha bloccato l'accesso a Wikipedia in tutte le lingue. Reuters e la BBC hanno scritto che le autorità turche hanno bloccato ogni accesso a Wikipedia nel paese a partire dalle 5.00 GMT. Inizialmente, nessuna ragione era stata fornita dall'Autorità per la Comunicazione e la Tecnologia turca In seguito, è stato comunicato che l'oscuramento è stato una risposta al rifiuto di eliminare informazione da Wikipedia riguardante la supposta connessione del governo con gruppi terroristi Il 3 maggio seguente, la Wikimedia Foundation si è legalmente opposta al blocco presso la prima corte penale di Ankara, respinto dalla corte il 5. Un secondo ricorso è stato presentato davanti alla Corte Costituzionale turca il 9 maggio.

## Metodo alternativo
Un modo per accedere in Turchia a Wikipedia è usare il metodo "wikizero", che consiste nell'aggiungere uno "0" in ogni link Wikipedia esattamente prima del termine "Wikipedia", quindi l'originale.